# Karum
Karum (słowo z języka akadyjskiego, tłum. na język polski jako osada handlowa, kolonia kupiecka) – termin odnoszący się do epoki starożytnego Bliskiego Wschodu. Osada lub dzielnica handlowa w obcym mieście, zakładana celem czerpania zysków z istniejących szlaków handlowych i uczestnictwa w wymianie towarów. Mieszkający w karum kupcy często cieszyli się samorządem oraz specjalnymi przywilejami. Najlepiej znaną kolonią kupiecką tego typu jest karum Kanesz założone przez Asyryjczyków na pocz. II tys. p.n.e. w Anatolii.